# Zezé Nunes
José Antônio Nunes dos Santos, mais conhecido como “’Zezé Nunes”’ (Gurupá, 2 de janeiro de 1961) é um empresário, técnico em edificações e engenheiro brasileiro, filiado ao Partido Verde (PV). Ele foi deputado estadual (2003–2015) e vereador (2001–2003).

## Biografia
Filho de Jorge José dos Santos e Francisca Nunes dos Santos, Zezé nasceu em Gurupá-PA, no ano de 1961.Com 23 anos veio morar no Amapá. Formou-se em engenharia civil na Universidade Federal do Pará em 1985, e em administração em 2007. No Amapá, disputou eleição pela primeira vez em 1998, como candidato a deputado estadual. Não obteve votos suficientes para ser eleito, ficando como suplente.  Dois anos depois, é eleito vereador em Macapá. Candidata-se novamente a deputado estadual pela coligação “’Renovação Parlamentar (PV/PST/PHS/PSC)”’, sendo eleito. Reelegeu-se em 2006 e 2010. Nas eleições de 2014 e 2018, não consegue a reeleição após não conseguir os votos necessários.   Apoiou Waldez Góes na eleição de 2014 para governador. Já em 2018, declarou apoio em João Capiberibe.
Zezé é presidente regional do PV no Amapá. Tem como irmão o vereador macapaense Antônio de Deus Nunes dos Santos (Grilo). 

## Controvérsias
Em 2017, Zezé foi denunciado em uma operação do Ministério Público do Estado do Amapá sobre improbidade administrativa e uso indevido de recursos da verba indenizatória da ALAP. O ex-deputado teria usado notas fiscais de uma empresa falsa, cujo proprietário morreu em 2011, além de ter apresentados supostamente assinados por este. Zezé foi condenado a devolver cerca de R$ 250 mil reais aos cofres públicos. 
Além desses fatos, Nunes tornou-se réu no mesmo ano em uma investigação derivada da Operação Mãos Limpas, que apura desvios de R$ 17 milhões de reais em um esquema de corrupção, no qual eram usadas notas falsas para viagens nunca realizadas. Segundo a acusação, Nunes teria recebido cerca de R$ 240 reais em 2010. Outros réus foram os também ex- deputados Jorge Amanajás, Eider Pena, Francisca Favacho, Keka Cantuária, Leury Farias e Mira Rocha, além do ex-secretário de finanças da ALAP, Wilson Nunes.  Eles são acusados de formação de quadrilha, falsidade ideológica e peculato. 